# Higuera de Calatrava
Higuera de Calatrava ist eine südspanische Gemeinde (municipio) mit 591 Einwohnern (Stand: 2024) im Westen der Provinz Jaén in der Autonomen Gemeinschaft Andalusien.
Neben dem Hauptort Higuera gehört die Wüstung La Malilla zur Gemeinde.

## Lage
Higuera de Calatrava liegt gut 37 Kilometer (Luftlinie) westlich vom Stadtzentrum von Jaén in einer Höhe von ca. 385 m. 

## Geschichte
In Higuera de Calatrava befand sich 1939 ein Konzentrationslager für 300 Häftlinge.

## Bevölkerungsentwicklung
| Jahr      | 1970  | 1980 | 1990 | 2000 | 2010 | 2020 |
| Einwohner | 1.008 | 712  | 725  | 678  | 642  | 602  |

## Sehenswürdigkeiten
- Turm und Burgreste aus dem 13. Jahrhundert (Torre del homenaje del antiguo castillo de Higuera de Calatrava)
- Kirche der Unbefleckten Empfängnis (Iglesia de la Inmaculada Concepción)

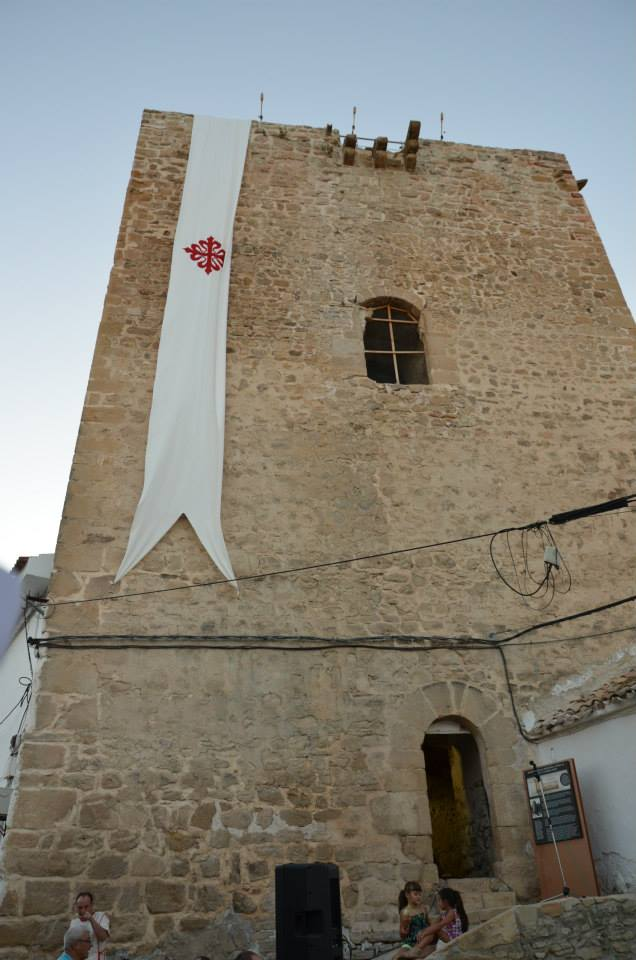
Turm